# Cala Blava
Cala Blava es una localidad española perteneciente al municipio de Llucmajor, situado en la costa sur de Mallorca, junto a Bellavista y Son Verí Nuevo, Islas Baleares. Cuenta con una población de 293 habitantes (INE, 2020).
Destaca en época veraniega por su playa de Cala Mosca, más conocida como playa de Cala Blava. Muy cerca, en la plaza México, se encuentra el único bar de Cala Blava, Bar Cala Blava, que ofrece también cursos de natación y de tenis.
Para llegar a la urbanización en autobús de línea solo es posible hacerlo con la linea TIB 504.

## Fiestas de Cala Blava
Las fiestas de Cala Blava se celebran desde el 11 de agosto hasta el 30 de agosto. Se trata de una serie de actividades deportivas, teatro, actividades para niños y, por último, la verbena.
Cada semana del mes de agosto se organiza un torneo. La primera semana es de ping-pong, la segunda de voleibol y la última de fútbol playa, aunque en años anteriores también se organizaba un torneo de fútbol plaza. También se organiza una travesía a nado desde el Club Náutico Arenal hasta la playa de Cala Blava, que comprende unos 1.800 metros, en la cual participa un gran número de personas.
Por otro lado, se organizan actividades para niños incluyendo una noche de cine y una noche de espectáculo. En la noche del espectáculo del año 2005 fue a representar un monólogo el cómico Agustín "El Casta", y en la última de las noches del espectáculo, en 2009, un grupo de niños representó una serie de bailes y pequeñas obras de teatro.
El día de la verbena, el 30 de agosto, se realiza la entrega de premios de los torneos organizados durante el mes y, al llegar la noche, empieza en la plaza de México una pequeña fiesta con un grupo de música y, habitualmente, un castillo hinchable. Pero la fiesta continúa hasta más allá de la playa con un botellón al que acuden muchos adolescentes.